# Чичикапанский сапотекский язык
Чичикапанский сапотекский язык (Chichicapan Zapotec, Eastern Ocotlán Zapotec, Zapoteco de San Baltazar Chichicapan) — сапотекский язык, на котором говорят в центре штата Оахака в Мексике.